# 小城里
小城里為台灣新北市新店區轄下之一里，面積約0.19平方公里。戰後初屬公崙里管轄，後歸德安里轄區，之後再劃為明城里範圍，因新社區不斷興建，民國87年（1998）自明城里分出，其里名依「臺北小城」社區之名命名。臺北小城社區於民國70年（1981）左右由第1代香港僑融建設公司規劃開發，第2代、第3代為臺灣的僑融建設公司開發，社區建築類型分為獨棟與雙併2種，民國71～74年（1982～1985）開始施工，於民國74～80年（1985～1991）間建設完成，屬於半封閉式社區。民國106年（2017）由社區居民共同創造社區之歌，並於同年區公所活動新店溪遊記演出。民國110年（2021）8月成立全國第2處里辦公室設立毛寶貝愛心認養小棧 。

## 榮耀
地方政府
- 2018年新北市優良公寓大廈評選－山坡地社區組－營造與關懷特色獎[6]。
- 2019年新北市里環境認證－五星級[7]。
- 2020年新北優質防疫公寓大廈評選－山坡地社區組－積極防疫獎[8][9]。
- 110年新北市環境教育獎－社區組－特優[10][11]。
- 111年新北市里環境認證－五星級[12]。
- 111年新北市績優老人共餐單位與團體 [13]。
- 111年新北市優良公寓大廈評選活動－山坡地社區組－營造與關懷特色獎[14]。

中央政府
- 110年9月取得內政部韌性社區一星認證[15]。

民間單位
- 大新店有線電視 - 108年新店彩繪讚網路票選第一名[16]。

## 里界
- 與明城、吉祥里以雙方社區圍牆為界；社區出口與出口兩側與德安里相接、後山與雙城里相接。
- 社區入口約海拔40公尺，民宅區最高約海拔200公尺,後山里界最高處約海拔280公尺。

## 交通
小城里為半封閉式社區，除了銜接社區入口的安坑一號道路與安豐路外，並沒有汽機車可通行的道路與其他里鄰社區互相通行。
新北捷運
- 臺北小城站： 安坑輕軌

公車
- 台北小城、台北小城(一)、台北小城(二)、台北小城(三) : 綠8(新店客運)[17]。
- 僑愛七路、僑愛公園、台北小城(一)、台北小城(二)、台北小城(三): 跳蛙公車－台北小城-大坪林 (欣欣客運)[18]。
- 僑愛六路、僑愛公園、台北小城、台北小城(一)、台北小城(二)、台北小城(三)、輕軌台北小城站(達觀國中小): 安坑1線。
- 輕軌台北小城站(達觀國中小):安坑2線、安坑3線、安坑5線。

高速公路與快速道路
- 道路
  - 新店安坑一號道路（已完工的第一期工程路段之正式命名為「安一路」）

公共自行車
- 新北市公共自行車租賃系統
  - 輕軌台北小城站(北側)
  - 輕軌台北小城站(南側)

## 設施
便利商店
- 全家便利商店：新店僑信店

超市
- 美廉社：新店僑信店

公園
- 僑仁公園 [19]
- 僑義公園
- 僑信公園
- 僑愛公園

公共設施
- 活動中心 - 社區入口處，僑信路19號
- 大草原 - 活動中心後方空地，鄰近僑仁公園
- 僑義籃球場 - 鄰近綠8公車總站
- 網球場 - 中央公設區
- 下游泳池 - 中央公設區
- 溜冰場 - 中央公設區
- 上游泳池 (停止使用)
- 僑愛籃球場 - 位於社區後方，鄰近往二叭子植物園登山步道入口，特色景觀是一面由居民自行繪製的彩繪牆[20]，為2019年參與式預算四個提案之一[21]。

## 社區周邊
學校
- 新北市立達觀國民中小學
- 景文科技大學

醫院
- 耕莘醫院安康院區
- 新北仁康醫院

政府機關
- 保二總隊

景點
- 二叭子植物園

## 外部連結
- 小城社區發展協會 於Facebook上的頁面 （页面存档备份，存于）
- 台北小城生物資源探索 於iNaturalist上的頁面 （页面存档备份，存于）